# Vanneaugobius pruvoti
Vanneaugobius pruvoti es una especie de peces de la familia de los Gobiidae en el orden de los Perciformes.

## Morfología
Los machos pueden llegar a alcanzar los 3,9 cm de longitud total.

## Hábitat
Es un pez de Mar y, de clima subtropical y demersal que vive entre 60-270 m de profundidad. 

## Distribución geográfica
Se encuentran en las Islas Canarias (Gran Canaria y Tenerife) y las Islas Baleares.

## Observaciones
Es inofensivo para los humanos. 